# I'll Cry for You
I'll Cry For You är en powerballad av hårdrocksgruppen Europe skriven av Joey Tempest och Nick Graham, som är tagen ur albumet Prisoners in Paradise utgiven i december 1991. Även en akustisk version spelades in och det var den versionen som framfördes live under turnén. En musikvideo spelades även in på Cirkus i Stockholm.

## Listplaceringar
| Lista (1991) | Topplacering |
| ------------ | ------------ |
| England      | 28           |

## Musiker
- Joey Tempest - sång
- Kee Marcello - gitarr
- John Levén - bas
- Mic Michaeli - klaviatur
- Ian Haugland - trummor